# Novatos
Pour plus de détails, voir Fiche technique et Distribution.
Novatos (littéralement, « Débutants ») est un film dramatique espagnol écrit, réalisé et monté par Pablo Aragüés, sorti en 2015. Il est basé d'un fait réel.

## Synopsis
Un jeune homme de dix-huit ans arrive comme débutant à l'université centrale de Madrid, sans savoir vraiment que le bizutage a déjà commencé, et ne se laisse pas faire devant une bande de chef…

## Fiche technique
- Titre original : Novatos
- Réalisateur : Pablo Aragüés
- Scénario : Pablo Aragüés
- Direction artistique : Marta Cabrera
- Décors : Pablo Aragüés et Eus Barrera
- Costumes : Marta Cabrera et Lula Obartí
- Photographie : Álex Sierra
- Montage : Pablo Aragüés
- Musique : Álvaro Aragüés
- Production : Marta Cabrera
- Sociétés de production : Marta Cabrera ; Horizonte 6 Quince (coproduction)
- Sociétés de distribution : Marta Cabrera (Espagne) ; Netflix (international)
- Pays d'origine :  Espagne
- Langue originale : espagnol
- Format : couleur ; Dolby Digital
- Genre : drame
- Durée : 99 minutes
- Dates de sortie :
  - Espagne : 6 novembre 2015 (date limite) ; 17 décembre 2015 (Madrid)
  - Belgique, France, Suisse romande : janvier 2017 sur Netflix

## Distribution
- Javier Butler : Álex
- Nicolás Coronado : Estévez
- Lucía Ramos : Carla
- Alejandra Onieva : Gladys
- Jorge Usón : Germán
- Marta Larralde : Carmen
- Emma Suárez : Irene